# 薩馬亞克
薩馬亞克（西班牙語：Samayac），是危地馬拉的城鎮，位於該國西南部，由蘇奇特佩克斯省負責管轄，面積16平方公里，海拔高度615米，2002年人口17,721，人口密度每平方公里1,107.56人。